# Notre-Dame-des-Champs (metrostation)
Notre-Dame-des-Champs is een station van de metro in Parijs langs metrolijn 12 in het 6e arrondissement. Het station is genoemd naar de Notre Dame de Champs in Montparnasse.

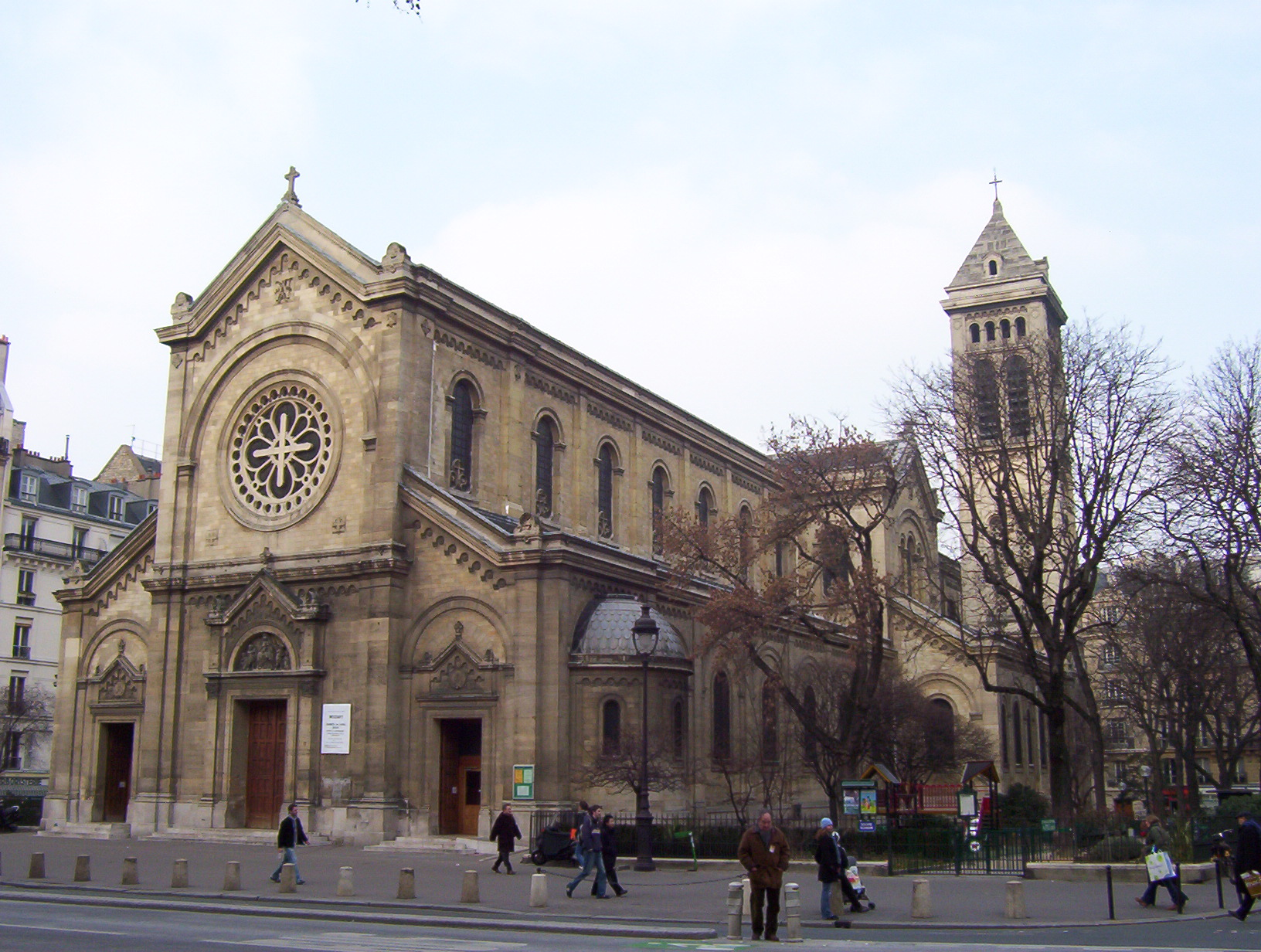
Kerk Notre Dame de Champs

## Trivia
Nadat Frankrijk op het wereldkampioenschap voetbal 2018 kampioen werd is het metrostation Notre-Dame-des-Champs tijdelijk hernoemd naar Notre Didier Deschamps, verwijzend naar de trainer van het Franse team, Didier Deschamps.
Mairie d'Aubervilliers · Aimé Césaire · Front Populaire · Porte de la Chapelle · Marx Dormoy · Marcadet - Poissonniers · Jules Joffrin · Lamarck - Caulaincourt · Abbesses (metrostation) · Pigalle · Saint-Georges · Notre-Dame-de-Lorette · Trinité - d'Estienne d'Orves · Saint-Lazare · Madeleine · Concorde · Assemblée nationale · Solférino · Rue du Bac · Sèvres - Babylone · Rennes · Notre-Dame-des-Champs · Montparnasse - Bienvenüe · Falguière · Pasteur · Volontaires · Vaugirard · Convention · Porte de Versailles · Corentin Celton · Mairie d'Issy